# Doblatge de Zepler
|   | a | b | c | d | e | f | g | h |   |
| 8 | a8 negres rei · f8 negres alfil · a7 negres peó · a6 negres peó · d6 blanques peó · a5 blanques peó · c4 negres peó · c3 blanques peó · a2 blanques peó · g2 blanques torre · a1 blanques rei · b1 blanques torre | a8 negres rei · f8 negres alfil · a7 negres peó · a6 negres peó · d6 blanques peó · a5 blanques peó · c4 negres peó · c3 blanques peó · a2 blanques peó · g2 blanques torre · a1 blanques rei · b1 blanques torre | a8 negres rei · f8 negres alfil · a7 negres peó · a6 negres peó · d6 blanques peó · a5 blanques peó · c4 negres peó · c3 blanques peó · a2 blanques peó · g2 blanques torre · a1 blanques rei · b1 blanques torre | a8 negres rei · f8 negres alfil · a7 negres peó · a6 negres peó · d6 blanques peó · a5 blanques peó · c4 negres peó · c3 blanques peó · a2 blanques peó · g2 blanques torre · a1 blanques rei · b1 blanques torre | a8 negres rei · f8 negres alfil · a7 negres peó · a6 negres peó · d6 blanques peó · a5 blanques peó · c4 negres peó · c3 blanques peó · a2 blanques peó · g2 blanques torre · a1 blanques rei · b1 blanques torre | a8 negres rei · f8 negres alfil · a7 negres peó · a6 negres peó · d6 blanques peó · a5 blanques peó · c4 negres peó · c3 blanques peó · a2 blanques peó · g2 blanques torre · a1 blanques rei · b1 blanques torre | a8 negres rei · f8 negres alfil · a7 negres peó · a6 negres peó · d6 blanques peó · a5 blanques peó · c4 negres peó · c3 blanques peó · a2 blanques peó · g2 blanques torre · a1 blanques rei · b1 blanques torre | a8 negres rei · f8 negres alfil · a7 negres peó · a6 negres peó · d6 blanques peó · a5 blanques peó · c4 negres peó · c3 blanques peó · a2 blanques peó · g2 blanques torre · a1 blanques rei · b1 blanques torre | 8 |
| 7 | a8 negres rei · f8 negres alfil · a7 negres peó · a6 negres peó · d6 blanques peó · a5 blanques peó · c4 negres peó · c3 blanques peó · a2 blanques peó · g2 blanques torre · a1 blanques rei · b1 blanques torre | a8 negres rei · f8 negres alfil · a7 negres peó · a6 negres peó · d6 blanques peó · a5 blanques peó · c4 negres peó · c3 blanques peó · a2 blanques peó · g2 blanques torre · a1 blanques rei · b1 blanques torre | a8 negres rei · f8 negres alfil · a7 negres peó · a6 negres peó · d6 blanques peó · a5 blanques peó · c4 negres peó · c3 blanques peó · a2 blanques peó · g2 blanques torre · a1 blanques rei · b1 blanques torre | a8 negres rei · f8 negres alfil · a7 negres peó · a6 negres peó · d6 blanques peó · a5 blanques peó · c4 negres peó · c3 blanques peó · a2 blanques peó · g2 blanques torre · a1 blanques rei · b1 blanques torre | a8 negres rei · f8 negres alfil · a7 negres peó · a6 negres peó · d6 blanques peó · a5 blanques peó · c4 negres peó · c3 blanques peó · a2 blanques peó · g2 blanques torre · a1 blanques rei · b1 blanques torre | a8 negres rei · f8 negres alfil · a7 negres peó · a6 negres peó · d6 blanques peó · a5 blanques peó · c4 negres peó · c3 blanques peó · a2 blanques peó · g2 blanques torre · a1 blanques rei · b1 blanques torre | a8 negres rei · f8 negres alfil · a7 negres peó · a6 negres peó · d6 blanques peó · a5 blanques peó · c4 negres peó · c3 blanques peó · a2 blanques peó · g2 blanques torre · a1 blanques rei · b1 blanques torre | a8 negres rei · f8 negres alfil · a7 negres peó · a6 negres peó · d6 blanques peó · a5 blanques peó · c4 negres peó · c3 blanques peó · a2 blanques peó · g2 blanques torre · a1 blanques rei · b1 blanques torre | 7 |
| 6 | a8 negres rei · f8 negres alfil · a7 negres peó · a6 negres peó · d6 blanques peó · a5 blanques peó · c4 negres peó · c3 blanques peó · a2 blanques peó · g2 blanques torre · a1 blanques rei · b1 blanques torre | a8 negres rei · f8 negres alfil · a7 negres peó · a6 negres peó · d6 blanques peó · a5 blanques peó · c4 negres peó · c3 blanques peó · a2 blanques peó · g2 blanques torre · a1 blanques rei · b1 blanques torre | a8 negres rei · f8 negres alfil · a7 negres peó · a6 negres peó · d6 blanques peó · a5 blanques peó · c4 negres peó · c3 blanques peó · a2 blanques peó · g2 blanques torre · a1 blanques rei · b1 blanques torre | a8 negres rei · f8 negres alfil · a7 negres peó · a6 negres peó · d6 blanques peó · a5 blanques peó · c4 negres peó · c3 blanques peó · a2 blanques peó · g2 blanques torre · a1 blanques rei · b1 blanques torre | a8 negres rei · f8 negres alfil · a7 negres peó · a6 negres peó · d6 blanques peó · a5 blanques peó · c4 negres peó · c3 blanques peó · a2 blanques peó · g2 blanques torre · a1 blanques rei · b1 blanques torre | a8 negres rei · f8 negres alfil · a7 negres peó · a6 negres peó · d6 blanques peó · a5 blanques peó · c4 negres peó · c3 blanques peó · a2 blanques peó · g2 blanques torre · a1 blanques rei · b1 blanques torre | a8 negres rei · f8 negres alfil · a7 negres peó · a6 negres peó · d6 blanques peó · a5 blanques peó · c4 negres peó · c3 blanques peó · a2 blanques peó · g2 blanques torre · a1 blanques rei · b1 blanques torre | a8 negres rei · f8 negres alfil · a7 negres peó · a6 negres peó · d6 blanques peó · a5 blanques peó · c4 negres peó · c3 blanques peó · a2 blanques peó · g2 blanques torre · a1 blanques rei · b1 blanques torre | 6 |
| 5 | a8 negres rei · f8 negres alfil · a7 negres peó · a6 negres peó · d6 blanques peó · a5 blanques peó · c4 negres peó · c3 blanques peó · a2 blanques peó · g2 blanques torre · a1 blanques rei · b1 blanques torre | a8 negres rei · f8 negres alfil · a7 negres peó · a6 negres peó · d6 blanques peó · a5 blanques peó · c4 negres peó · c3 blanques peó · a2 blanques peó · g2 blanques torre · a1 blanques rei · b1 blanques torre | a8 negres rei · f8 negres alfil · a7 negres peó · a6 negres peó · d6 blanques peó · a5 blanques peó · c4 negres peó · c3 blanques peó · a2 blanques peó · g2 blanques torre · a1 blanques rei · b1 blanques torre | a8 negres rei · f8 negres alfil · a7 negres peó · a6 negres peó · d6 blanques peó · a5 blanques peó · c4 negres peó · c3 blanques peó · a2 blanques peó · g2 blanques torre · a1 blanques rei · b1 blanques torre | a8 negres rei · f8 negres alfil · a7 negres peó · a6 negres peó · d6 blanques peó · a5 blanques peó · c4 negres peó · c3 blanques peó · a2 blanques peó · g2 blanques torre · a1 blanques rei · b1 blanques torre | a8 negres rei · f8 negres alfil · a7 negres peó · a6 negres peó · d6 blanques peó · a5 blanques peó · c4 negres peó · c3 blanques peó · a2 blanques peó · g2 blanques torre · a1 blanques rei · b1 blanques torre | a8 negres rei · f8 negres alfil · a7 negres peó · a6 negres peó · d6 blanques peó · a5 blanques peó · c4 negres peó · c3 blanques peó · a2 blanques peó · g2 blanques torre · a1 blanques rei · b1 blanques torre | a8 negres rei · f8 negres alfil · a7 negres peó · a6 negres peó · d6 blanques peó · a5 blanques peó · c4 negres peó · c3 blanques peó · a2 blanques peó · g2 blanques torre · a1 blanques rei · b1 blanques torre | 5 |
| 4 | a8 negres rei · f8 negres alfil · a7 negres peó · a6 negres peó · d6 blanques peó · a5 blanques peó · c4 negres peó · c3 blanques peó · a2 blanques peó · g2 blanques torre · a1 blanques rei · b1 blanques torre | a8 negres rei · f8 negres alfil · a7 negres peó · a6 negres peó · d6 blanques peó · a5 blanques peó · c4 negres peó · c3 blanques peó · a2 blanques peó · g2 blanques torre · a1 blanques rei · b1 blanques torre | a8 negres rei · f8 negres alfil · a7 negres peó · a6 negres peó · d6 blanques peó · a5 blanques peó · c4 negres peó · c3 blanques peó · a2 blanques peó · g2 blanques torre · a1 blanques rei · b1 blanques torre | a8 negres rei · f8 negres alfil · a7 negres peó · a6 negres peó · d6 blanques peó · a5 blanques peó · c4 negres peó · c3 blanques peó · a2 blanques peó · g2 blanques torre · a1 blanques rei · b1 blanques torre | a8 negres rei · f8 negres alfil · a7 negres peó · a6 negres peó · d6 blanques peó · a5 blanques peó · c4 negres peó · c3 blanques peó · a2 blanques peó · g2 blanques torre · a1 blanques rei · b1 blanques torre | a8 negres rei · f8 negres alfil · a7 negres peó · a6 negres peó · d6 blanques peó · a5 blanques peó · c4 negres peó · c3 blanques peó · a2 blanques peó · g2 blanques torre · a1 blanques rei · b1 blanques torre | a8 negres rei · f8 negres alfil · a7 negres peó · a6 negres peó · d6 blanques peó · a5 blanques peó · c4 negres peó · c3 blanques peó · a2 blanques peó · g2 blanques torre · a1 blanques rei · b1 blanques torre | a8 negres rei · f8 negres alfil · a7 negres peó · a6 negres peó · d6 blanques peó · a5 blanques peó · c4 negres peó · c3 blanques peó · a2 blanques peó · g2 blanques torre · a1 blanques rei · b1 blanques torre | 4 |
| 3 | a8 negres rei · f8 negres alfil · a7 negres peó · a6 negres peó · d6 blanques peó · a5 blanques peó · c4 negres peó · c3 blanques peó · a2 blanques peó · g2 blanques torre · a1 blanques rei · b1 blanques torre | a8 negres rei · f8 negres alfil · a7 negres peó · a6 negres peó · d6 blanques peó · a5 blanques peó · c4 negres peó · c3 blanques peó · a2 blanques peó · g2 blanques torre · a1 blanques rei · b1 blanques torre | a8 negres rei · f8 negres alfil · a7 negres peó · a6 negres peó · d6 blanques peó · a5 blanques peó · c4 negres peó · c3 blanques peó · a2 blanques peó · g2 blanques torre · a1 blanques rei · b1 blanques torre | a8 negres rei · f8 negres alfil · a7 negres peó · a6 negres peó · d6 blanques peó · a5 blanques peó · c4 negres peó · c3 blanques peó · a2 blanques peó · g2 blanques torre · a1 blanques rei · b1 blanques torre | a8 negres rei · f8 negres alfil · a7 negres peó · a6 negres peó · d6 blanques peó · a5 blanques peó · c4 negres peó · c3 blanques peó · a2 blanques peó · g2 blanques torre · a1 blanques rei · b1 blanques torre | a8 negres rei · f8 negres alfil · a7 negres peó · a6 negres peó · d6 blanques peó · a5 blanques peó · c4 negres peó · c3 blanques peó · a2 blanques peó · g2 blanques torre · a1 blanques rei · b1 blanques torre | a8 negres rei · f8 negres alfil · a7 negres peó · a6 negres peó · d6 blanques peó · a5 blanques peó · c4 negres peó · c3 blanques peó · a2 blanques peó · g2 blanques torre · a1 blanques rei · b1 blanques torre | a8 negres rei · f8 negres alfil · a7 negres peó · a6 negres peó · d6 blanques peó · a5 blanques peó · c4 negres peó · c3 blanques peó · a2 blanques peó · g2 blanques torre · a1 blanques rei · b1 blanques torre | 3 |
| 2 | a8 negres rei · f8 negres alfil · a7 negres peó · a6 negres peó · d6 blanques peó · a5 blanques peó · c4 negres peó · c3 blanques peó · a2 blanques peó · g2 blanques torre · a1 blanques rei · b1 blanques torre | a8 negres rei · f8 negres alfil · a7 negres peó · a6 negres peó · d6 blanques peó · a5 blanques peó · c4 negres peó · c3 blanques peó · a2 blanques peó · g2 blanques torre · a1 blanques rei · b1 blanques torre | a8 negres rei · f8 negres alfil · a7 negres peó · a6 negres peó · d6 blanques peó · a5 blanques peó · c4 negres peó · c3 blanques peó · a2 blanques peó · g2 blanques torre · a1 blanques rei · b1 blanques torre | a8 negres rei · f8 negres alfil · a7 negres peó · a6 negres peó · d6 blanques peó · a5 blanques peó · c4 negres peó · c3 blanques peó · a2 blanques peó · g2 blanques torre · a1 blanques rei · b1 blanques torre | a8 negres rei · f8 negres alfil · a7 negres peó · a6 negres peó · d6 blanques peó · a5 blanques peó · c4 negres peó · c3 blanques peó · a2 blanques peó · g2 blanques torre · a1 blanques rei · b1 blanques torre | a8 negres rei · f8 negres alfil · a7 negres peó · a6 negres peó · d6 blanques peó · a5 blanques peó · c4 negres peó · c3 blanques peó · a2 blanques peó · g2 blanques torre · a1 blanques rei · b1 blanques torre | a8 negres rei · f8 negres alfil · a7 negres peó · a6 negres peó · d6 blanques peó · a5 blanques peó · c4 negres peó · c3 blanques peó · a2 blanques peó · g2 blanques torre · a1 blanques rei · b1 blanques torre | a8 negres rei · f8 negres alfil · a7 negres peó · a6 negres peó · d6 blanques peó · a5 blanques peó · c4 negres peó · c3 blanques peó · a2 blanques peó · g2 blanques torre · a1 blanques rei · b1 blanques torre | 2 |
| 1 | a8 negres rei · f8 negres alfil · a7 negres peó · a6 negres peó · d6 blanques peó · a5 blanques peó · c4 negres peó · c3 blanques peó · a2 blanques peó · g2 blanques torre · a1 blanques rei · b1 blanques torre | a8 negres rei · f8 negres alfil · a7 negres peó · a6 negres peó · d6 blanques peó · a5 blanques peó · c4 negres peó · c3 blanques peó · a2 blanques peó · g2 blanques torre · a1 blanques rei · b1 blanques torre | a8 negres rei · f8 negres alfil · a7 negres peó · a6 negres peó · d6 blanques peó · a5 blanques peó · c4 negres peó · c3 blanques peó · a2 blanques peó · g2 blanques torre · a1 blanques rei · b1 blanques torre | a8 negres rei · f8 negres alfil · a7 negres peó · a6 negres peó · d6 blanques peó · a5 blanques peó · c4 negres peó · c3 blanques peó · a2 blanques peó · g2 blanques torre · a1 blanques rei · b1 blanques torre | a8 negres rei · f8 negres alfil · a7 negres peó · a6 negres peó · d6 blanques peó · a5 blanques peó · c4 negres peó · c3 blanques peó · a2 blanques peó · g2 blanques torre · a1 blanques rei · b1 blanques torre | a8 negres rei · f8 negres alfil · a7 negres peó · a6 negres peó · d6 blanques peó · a5 blanques peó · c4 negres peó · c3 blanques peó · a2 blanques peó · g2 blanques torre · a1 blanques rei · b1 blanques torre | a8 negres rei · f8 negres alfil · a7 negres peó · a6 negres peó · d6 blanques peó · a5 blanques peó · c4 negres peó · c3 blanques peó · a2 blanques peó · g2 blanques torre · a1 blanques rei · b1 blanques torre | a8 negres rei · f8 negres alfil · a7 negres peó · a6 negres peó · d6 blanques peó · a5 blanques peó · c4 negres peó · c3 blanques peó · a2 blanques peó · g2 blanques torre · a1 blanques rei · b1 blanques torre | 1 |
|   | a | b | c | d | e | f | g | h |   |

El doblatge de Zepler (Zepler doubling en anglès) és una maniobra en escacs en la qual una peça es mou al llarg d'una línia (fila, columna o diagonal), i a continuació una altra peça del mateix bàndol es mou en la mateixa línia, i finalment la primera peça es mou novament en la mateixa direcció que abans. Es tracta d'un concepte específic limitat al camp dels problemes d'escacs.
El primer problema que va demostrar la idea (mostrat a la dreta) fou dissenyat per Erich Zepler, i és una simple i clara demostració de la maniobra. El doblatge de torres directe 1.Tgb2, amenaçant 2.Tb8#, falla a causa de 1...Axd6, de manera que cal una aproximació menys directa com el doblatge de Zepler: 1.Tb4 Ag7 (ara 1...Axd6 no és bona per 2.Tg8+) 2.Tgb2 qualsevol 3.Tb8#.
El doblatge de Zepler es pot comparar a una altra maniobra de doblatge, el doblatge de Turton.